# Герман Джозеф Мюллер
Герман Джозеф Мюллер (англ. Hermann Joseph "HJ" Muller; 21 грудня 1890, Нью-Йорк — 5 квітня 1967, Індіанаполіс) — американський генетик, учень Томаса Ганта Моргана, лауреат Нобелівської премії з фізіології і медицини (1946). Найбільш відомий своїми роботами в області мутагенної дії рентгенівських променів і радикальними політичними поглядами.
Член-кореспондент АН СРСР (1933–1949 роки, поновлений з 1990 року). 24 вересня 1948 року направив на адресу АН СРСР лист із відмовою від звання на знак протесту проти переслідування генетики в СРСР, у січні 1949 року був позбавлений звання; в 1990 році звання відновлено.

## Відкриття мутагенного впливу рентгенівського випромінювання
Протягом 1926 року Мюллер зробив кілька важливих відкриттів. У листопаді він провів два експерименти з різними дозами рентгенівського випромінювання. У другій серії він схрещував дрозофіл з супресорними мутаціями, які він отримав у 1919 році. У результаті цих експериментів він зауважив чітку кількісну залежність між радіацією і летальними мутаціями. Виступ Мюллера під назвою «Проблеми генетичної модифікації» на П'ятому міжнародному генетичному конгресі в Берліні викликав сенсацію у пресі. До 1928 року його результати були підтверджені з використанням інших модельних організмів — ос і кукурудзи. Після цього вчений почав компанію про можливу небезпеку радіаційного опромінення, наприклад, у лікарів-рентгенологів.
Разом із міжнародною репутацією Мюллера росла і його лабораторія, поки не відбулася Велика депресія. Після краху фондового ринку Мюллер ще більше розчарувався в капіталістичному суспільстві. У його лабораторії працювали відряджені з СРСР, він допомагав редагувати і поширювати нелегальну ліву студентську газету під назвою «Спарк» («Іскра»). Це був важкий час у житті Мюллера, як в професійному, так і в особистому плані: його шлюб був на грані розвалу і він був незадоволений життям у Техасі. Тим часом євгенічний рух набирав сили, не в останню чергу на основі його робіт, які відкрили нові зв'язки між навколишнім середовищем і генетичним матеріалом, що означало зменшення впливу його ідей на еволюцію людини.

## Робота в Європі
У вересні 1932 року Мюллер переїхав до Берліна, щоб працювати в лабораторії російського генетика Тимофєєва-Ресовського. Ця поїздка планувалася як відносно коротке відрядження, але вона розтягнулася на вісім років, а Мюллер побував у п'яти країнах. У Берліні він зустрів двох фізиків, які пізніше зіграли важливу роль у розвитку біології — Нільса Бора і Макса Дельбрюка. Посилення нацистського руху викликало еміграцію значної кількості талановитих вчених, а Мюллер був налаштований категорично проти націонал-соціалістів, разом із тим, у США він був під підозрою через участь у виданні студентської лівої газети — тому через ліві переконання Мюллер вирішив поїхати до Радянського Союзу. У 1933 році Мюллер з дружиною і сином переїхав до Ленінграда. З собою в Інститут генетики він привіз колекцію дрозофіл та обладнання, необхідне для роботи з ними. У 1934 році Інститут переїхав до Москви.
У Радянському Союзі Мюллер керував великою і успішною лабораторією, яка серед іншого займалася і медичною генетикою. Велика частина його роботи була пов'язана з радіаційною генетикою. У Москві ж він завершив написання євгенічної книги «Вихід з мороку» (Out of the Night). Проте до 1936 року політика Сталіна і розвиток «агробіологічного» напряму в радянській біології під керівництвом Т. Д. Лисенка призвело до погіршення умов життя і роботи Мюллера. Мюллер та інші радянські вчені намагалися протистояти Лисенко і його ламаркістській теорії еволюції, але після того, як Сталін прочитав переклад книги Мюллера з євгеніки, вождь залишився незадоволений нею і наказав «атакувати» її, Мюллеру довелося залишити Радянський Союз.
Мюллер зі своєю колекцією, яка налічувала приблизно 250 ліній дрозофіли, переїхав до Единбургу у вересні 1937 року, після короткого періоду роботи в Мадриді та Парижі. У 1938 році, коли стало ясно, що війна в Європі неминуча, він почав шукати постійну роботу в США. Сьомий Генетичний Конгрес відбувся в Единбурзі в 1939 році, в тому ж році Мюллер написав «Генетичний маніфест» у відповідь на запитання «Як найефективніше можна поліпшити з генетичної точки зору населення Землі?». У цей же час він брав участь у дискусії з Ріхардом Гольдшмідтом про існування генів, щодо яких у той час не було прямих доказів.

## Подальша кар'єра
Після повернення Мюллера до Сполучених штатів у 1940 році він отримав тимчасову дослідницьку посаду в Емгерстському коледжі. Після вступу США у Другу світову війну його контракт був продовжений, а потім він став і викладати. Його дослідження генетики дрозофіли продовжувалися у галузі вимірювання спонтанних (а не індукованих радіацією) мутацій.